# William Legge (5e comte de Dartmouth)
Pour les articles homonymes, voir William Legge.
William Walter Legge, 5e comte de Dartmouth (12 août 1823 – 4 août 1891), appelé vicomte Lewisham jusqu'en 1853, est un pair britannique et un homme politique conservateur.

## Biographie
Il est élu en 1849 député de South Staffordshire et occupe le siège jusqu'en 1853, date à laquelle il succède à son père William Legge (4e comte de Dartmouth). Il est nommé lieutenant adjoint du Staffordshire le 9 octobre 1852 et Lord Lieutenant du Staffordshire en 1887.
Lord Dartmouth épouse Augusta Finch, fille de Heneage Finch (5e comte d'Aylesford), le 9 juin 1846 Ils ont deux fils, William Legge (6e comte de Dartmouth) (1851-1936) et Henry Charles (1852-1924) et quatre filles, décédées célibataires.
Il lève le 27th Staffordshire Rifle Volunteer Corps à Patshull le 7 mars 1860 lors d'une alerte à l'invasion française, et le commande avec le grade de capitaine,.
En 1876, Lord Dartmouth loue 22,7 ha de terrain à Cooper's Hill aux West Bromwich Improvements Commissioners pour la création de Dartmouth Park. Initialement, le terrain est loué à 1 £ par an pour 99 ans. À la suite d'un concours de design qui a attiré sept candidatures, le projet de parc original est présenté par John Maclean de Donnington, Leicestershire, et comprenait un terrain de cricket, un plan d'eau ornemental et une grande chaussée. Dartmouth Park est ouvert au public le 3 juin 1878 pour un coût de 2 500 £. De 1879 à 1881, le West Bromwich Albion FC l'a utilisé comme terrain de football supplémentaire. En 1919, la pleine propriété du parc est attribuée aux habitants de West Bromwich.